# Слов'яносербський повіт
Слов'яносербський повіт — адміністративно-територіальна одиниця Катеринославської губернії. 

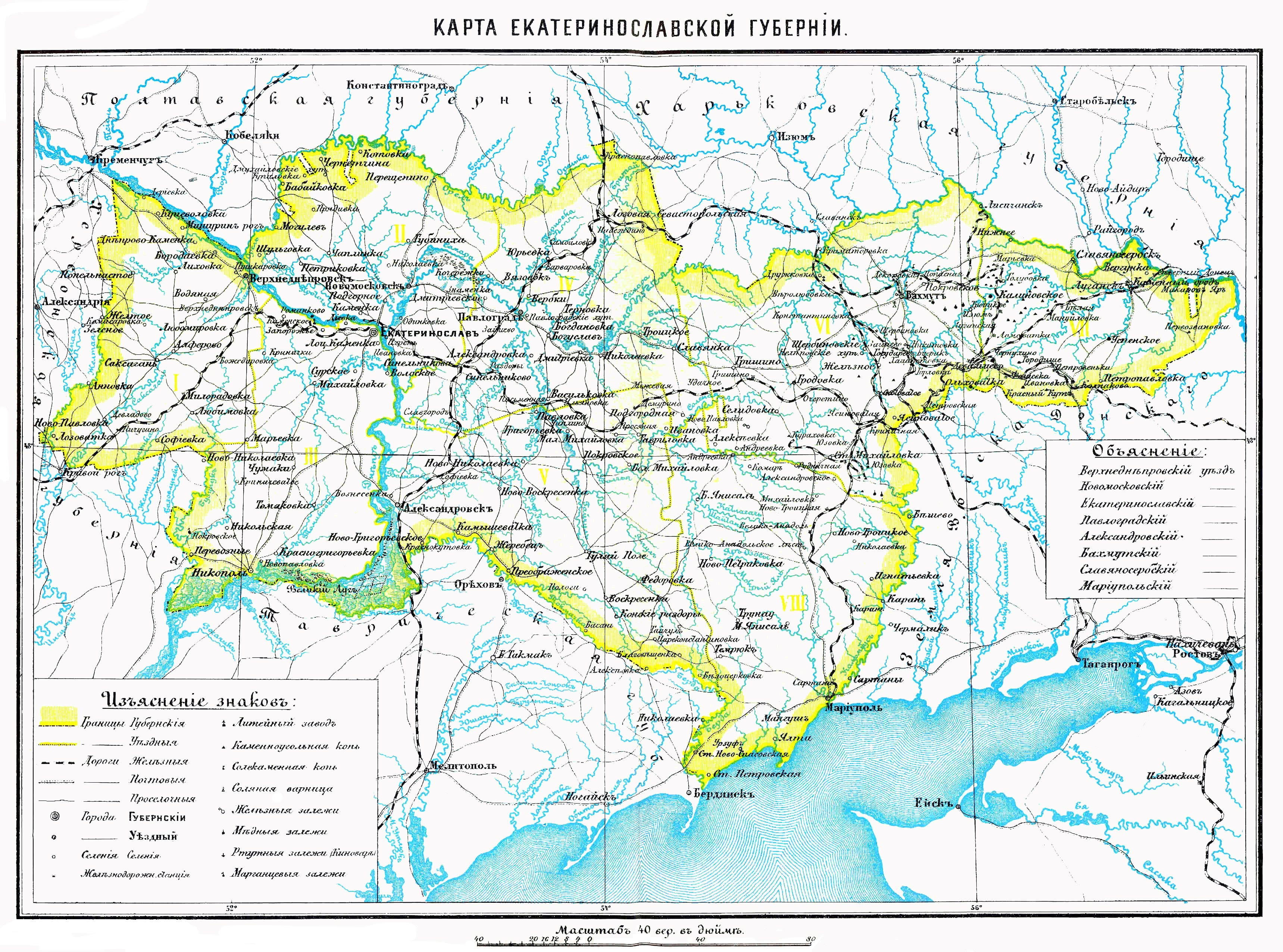
Катеринославська губернія

Займав крайню східну частину губернії на лівому березі Дніпра.
Центр повіту — місто Слов'яносербське (колишнє село Підгорне, місто Донецьк). 
1882 року місто Луганське стало повітовим містом.
- З 1802 року територія у складі Катеринославської губернії.
- Повіт утворений виділенням з Бахмутського повіту 1805 року.
- У березні-квітні 1918 року увійшов до складу Половецької землі УНР.
- 1920 переданий до складу новоствореної Донецької губернії, де у січні-грудні 1920 був скасований з переходом до поділу на райони, після чого поновлений.
- 1923 скасований за переходом до устрою губернія — округ — район.

У повіті відносно інших повітів проживало багато молдован і сербів.

## Органи влади
- Луганська українська повітовий рада - березень 1917 - 1918.
- Рада Народних Комісарів Луганського району - березень - квітень 1918.